# 広畑良次
広畑 良次（ひろはた よしつぐ、1947年 - ）は、日本の元アマチュア野球選手である。ポジションは投手。

## 来歴・人物
橋本高等学校では、3年生時に1965年夏の甲子園県予選でエースとして活躍。140kmのストレートを武器としていた。しかし、体調不良により、思うような投球ができずに、準々決勝で県立和歌山商業高等学校に敗退し、甲子園への出場は実現しなかった。同年のドラフト会議で東映フライヤーズから2位指名されたが入団を拒否し、立教大学に進学する。
大学卒業後は帰郷し、家業の生花店を手伝いながら、1970年夏から30年間に亘って、母校の橋本高校の野球部監督を務めた。2008年をもって勇退し、翌年には育成功労賞を受賞した。杉浦正則は橋本高校の教え子に当たる。近年では高校野球の解説も行っている。